# بائو-تاورا
بائو-تاورا (به لاتین: Bao-Tavera Dams) یک سد در جمهوری دومینیکن است که در سانتیاگو ده لوس کابایروس واقع شده‌است.